# Nismo
 (septembre 2023).
Si vous disposez d'ouvrages ou d'articles de référence ou si vous connaissez des sites web de qualité traitant du thème abordé ici, merci de compléter l'article en donnant les références utiles à sa vérifiabilité et en les liant à la section « Notes et références ».
NisMo (Nissan Motorsports), est la division haute performance, fondée en 1984, du constructeur automobile japonais Nissan. Nismo est l’incarnation du label performance de Nissan, pour des sportives homologuées sur route et/ou dédiées à la compétition. Elle fait reposer son savoir-faire sur l'expérience de la compétition.

## Sport automobile

### Rallye 1983-1992

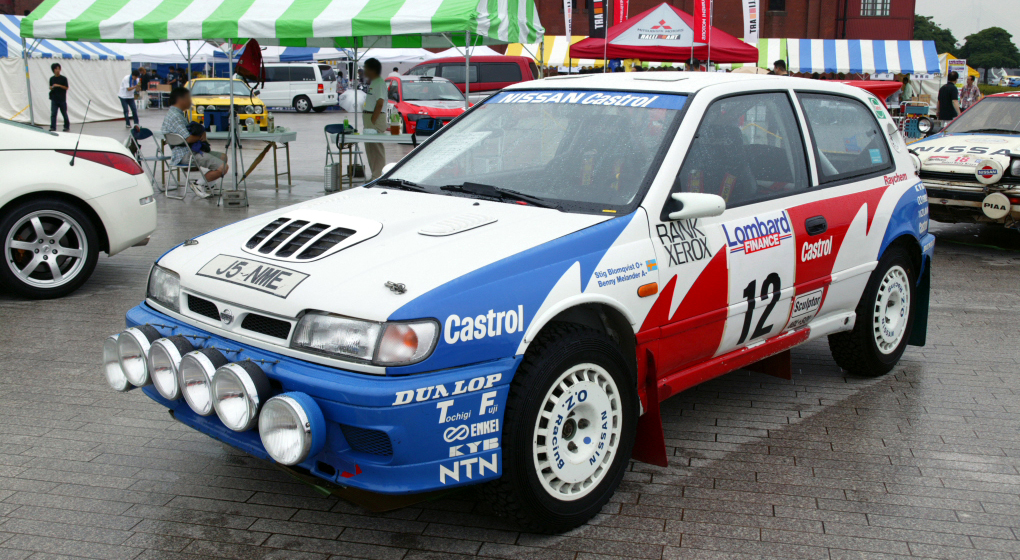
Nissan Pulsar WRC 1992

Nissan participe au WRC de 1983 à 1992, sans remporter aucun titre.

### Endurance 1985-1992 / 1994-1999 / 2014-2015

#### Championnat IMSA 1985-1992

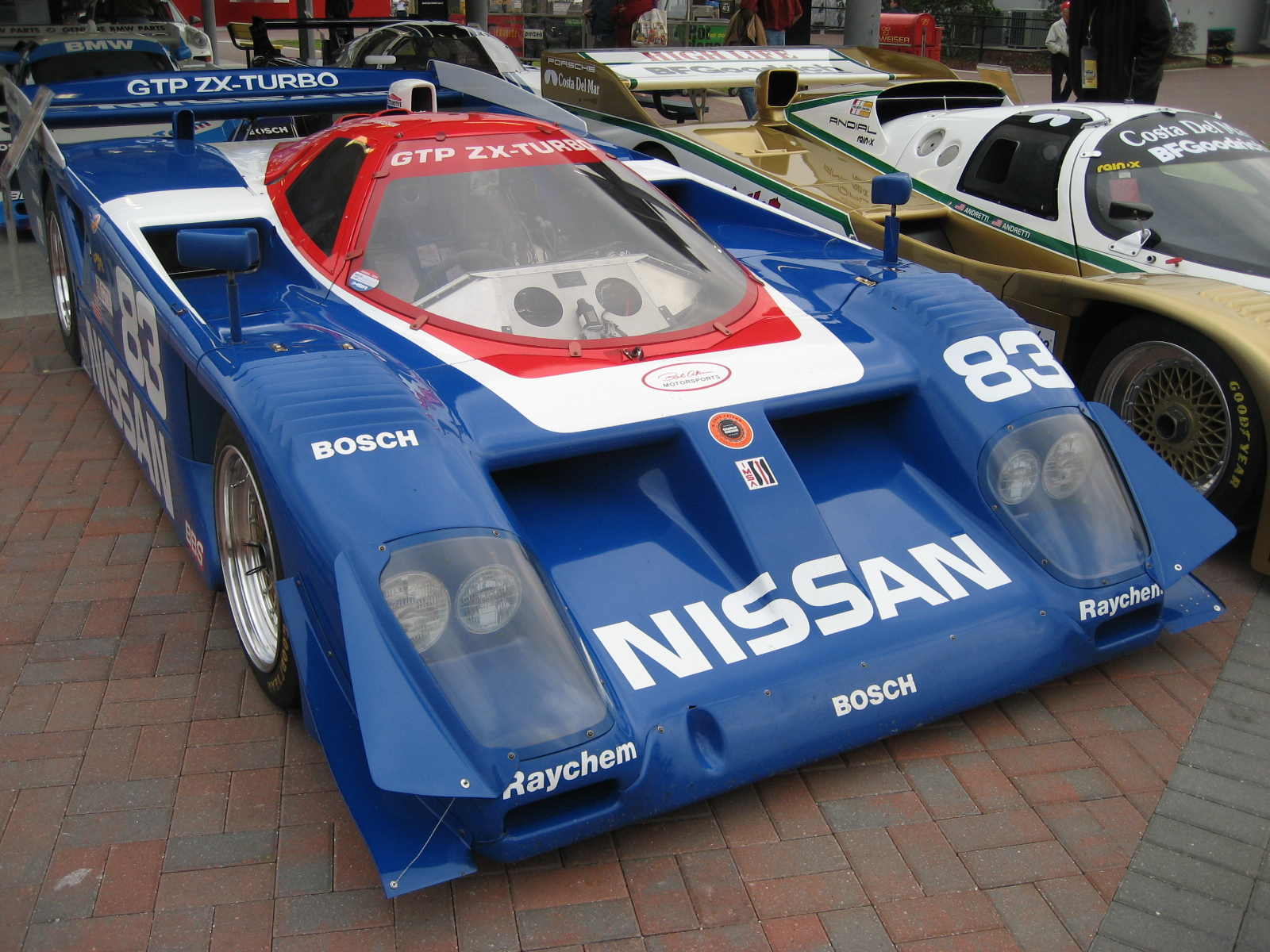
Nissan GTP ZX de 1986

Nissan participe en endurance dans le championnat IMSA de 1985 à 1992. 

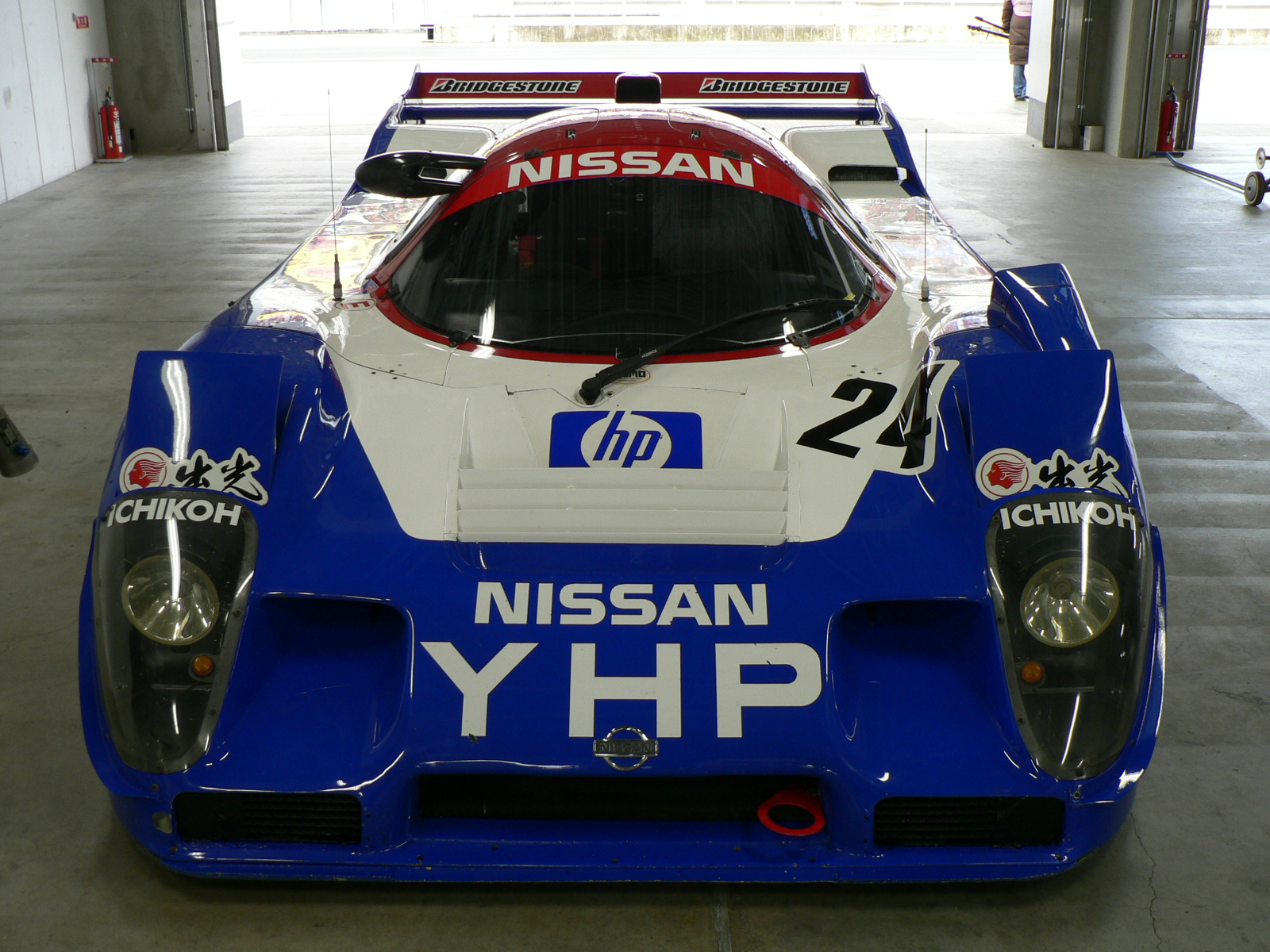
Nissan R92CP de 1992.

Largement dominé par les Porsche, Jaguar et Chevrolet les trois premières saisons, Nissan obtient une deuxième place au classement constructeur derrière Porsche en 1988. Nissan remporte le titre en 1989 et 1990 avec la Nissan GTP ZX. En 1991, Nissan lance la NTP 91 et remporte de nouveau le titre face à Jaguar et ses XJR-14.
En 1992, Nissan remporte les 24 Heures de Daytona avec la R92 CP. Utilisant les NTP 91 pour le reste de la saison, Nissan perd le titre en 1992 face à Toyota et se retire officiellement du championnat IMSA.

#### Championnat du Japon de Sport Prototypes 1986-1992

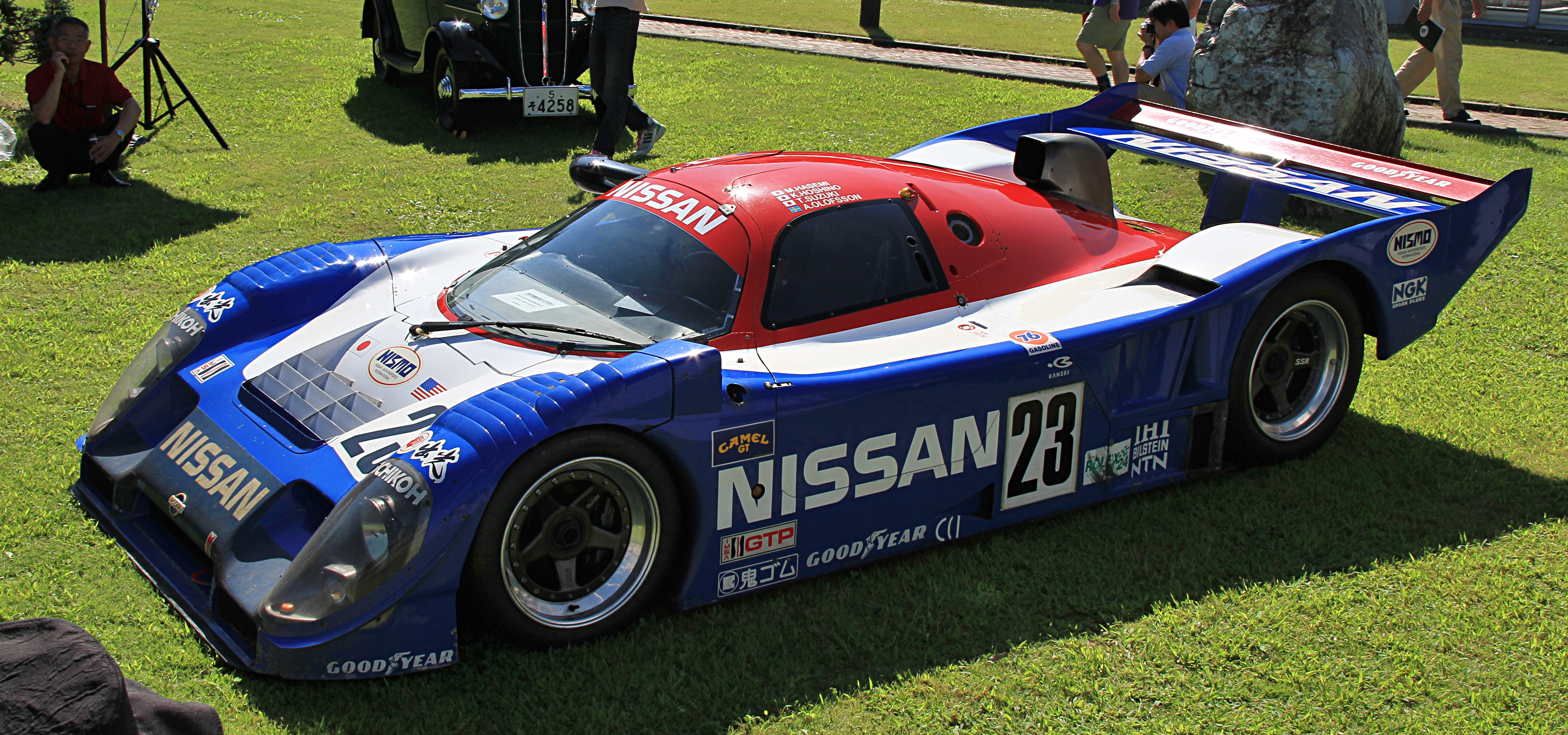
Nissan R91CP

Nissan s'engage dans le JSPC de 1986 à 1992. Avec la Nissan R90C et la Nissan R91CP, Nissan remporte les éditions 1990 et 1991.

#### Championnat du monde des voitures de sport 1989-1990

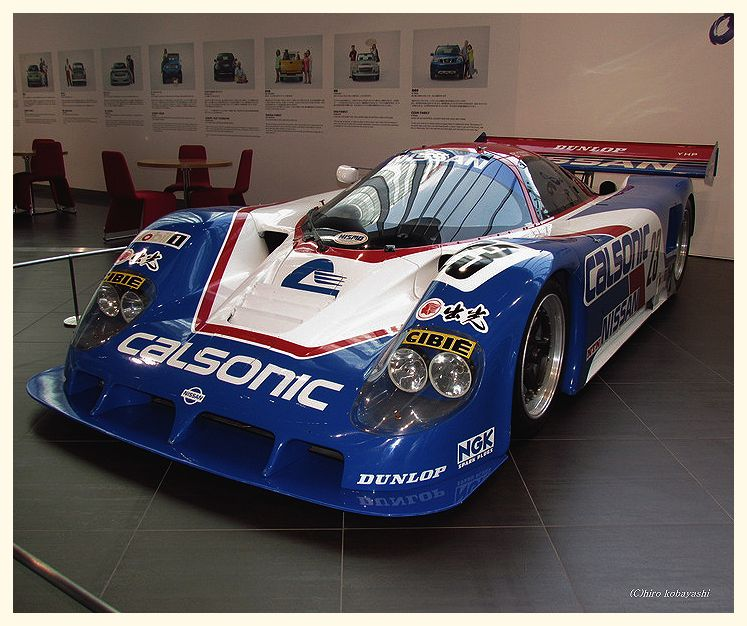
Nissan R89C

Nissan arrive dans le championnat majeur de l'Endurance. Avec l'aide de March Engineering, Nissan utilise la Nissan R88C, R88V et Nissan R89C et prend part à quatre des huit manches du championnat, terminant quatrième chez les constructeurs. 
La firme nippone poursuit son engagement avec ses Nissan R89C, Nissan R90C et prend part à sept des neuf manches de la saison, obtenant la troisième place des constructeurs derrière Sauber-Mercedes et Jaguar.

#### 24 Heures du Mans 1986-1990/1994-1999/2014-2015

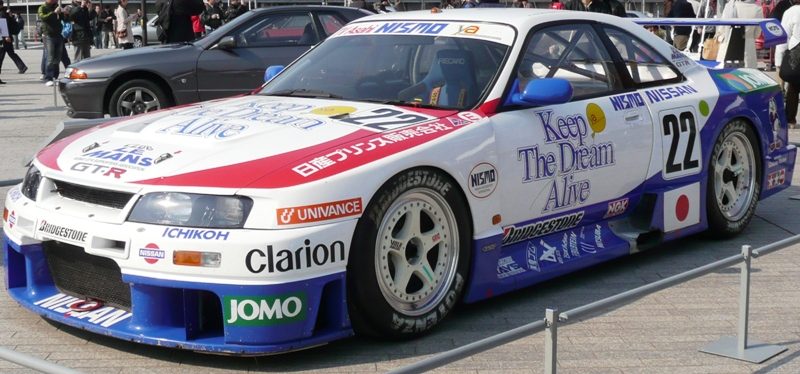
Nissan Skyline GT-R LM

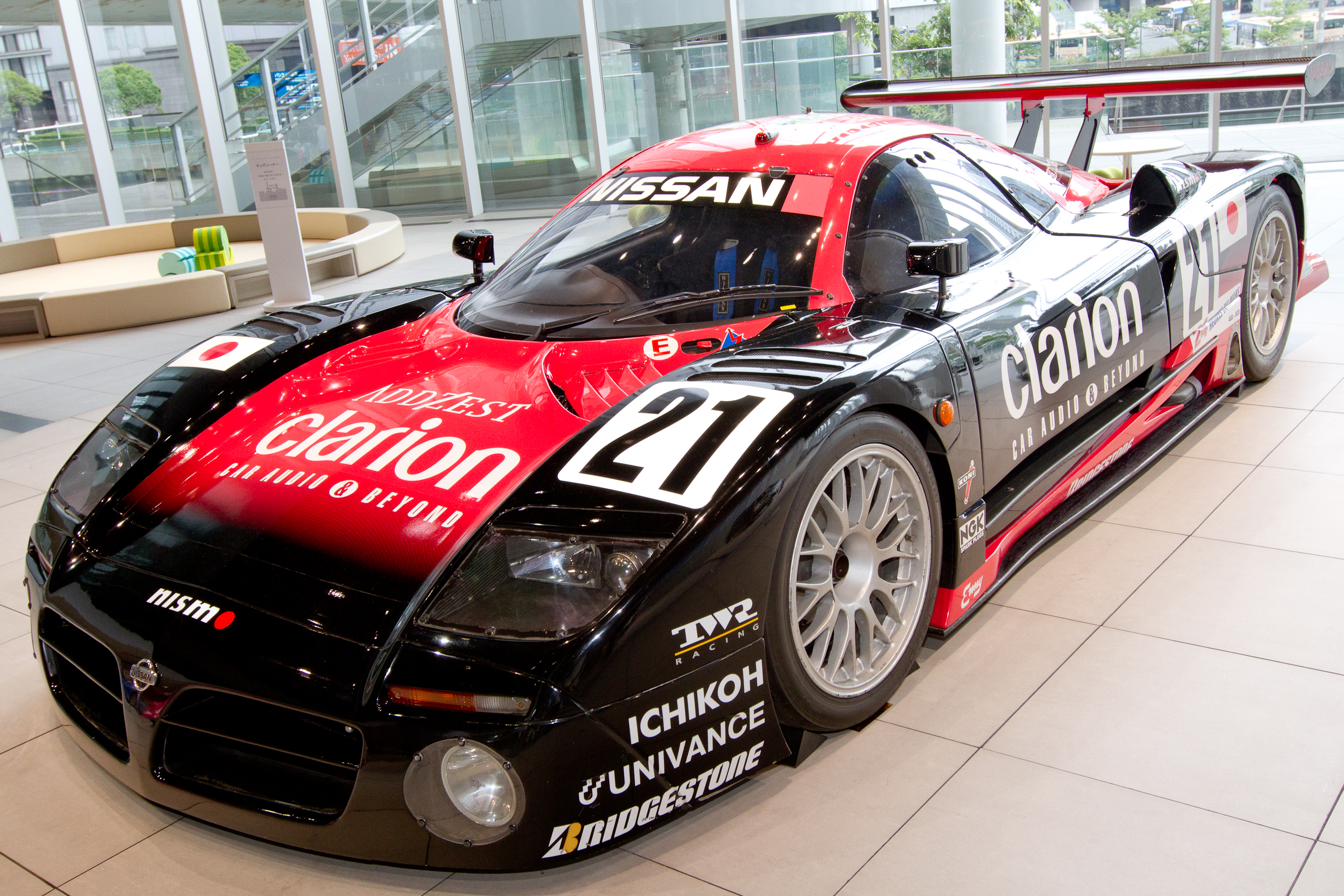
Nissan R390 GT1 de 1997

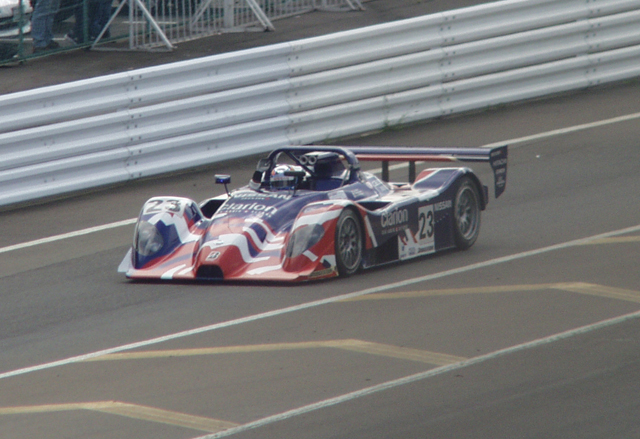
Nissan R391 de 1999

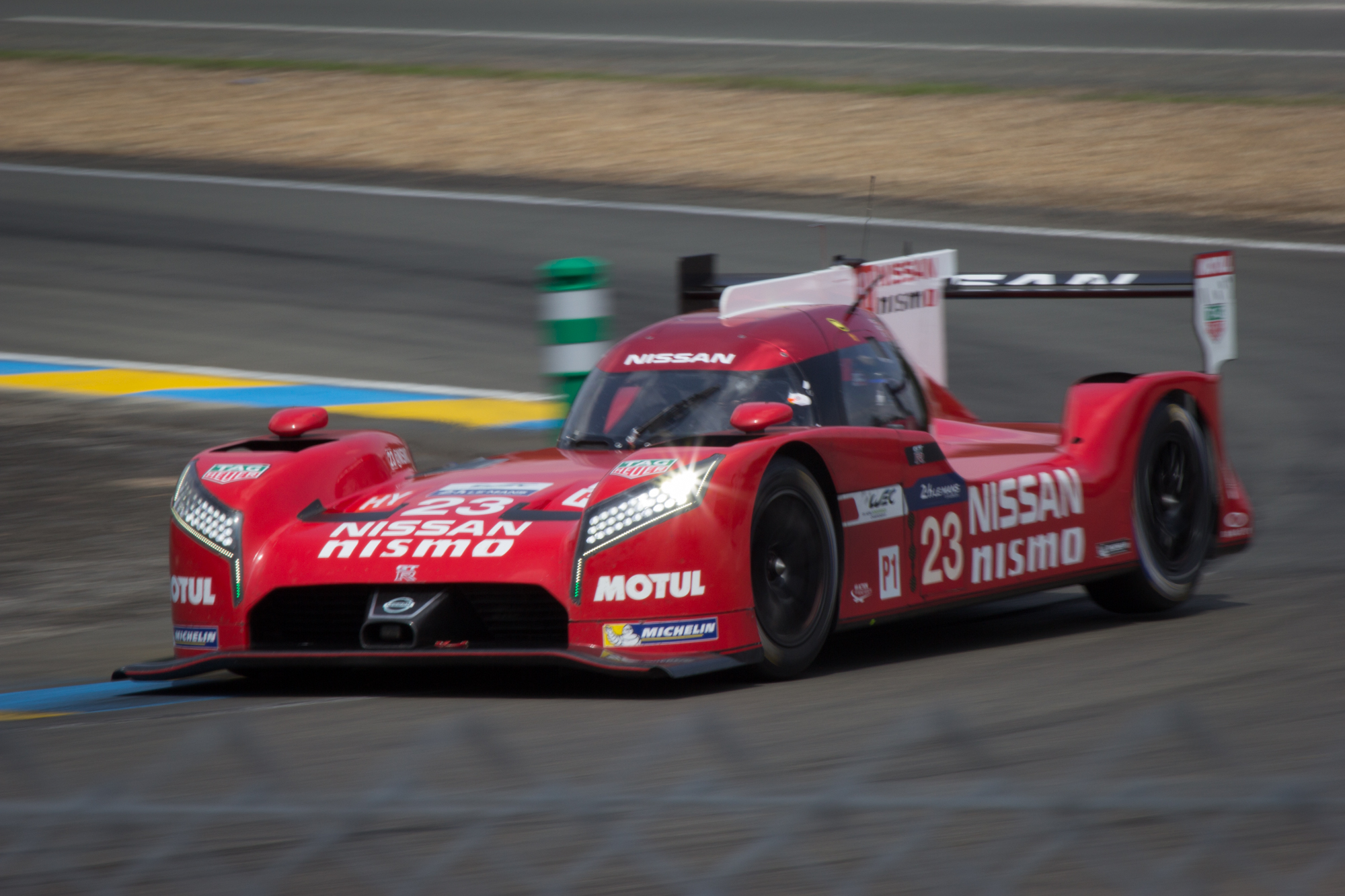
Une Nissan GTR-LM Nismo sur le circuit de la Sarthe

Nissan arrive officiellement en 1986. Après des débuts difficiles, Nissan s'affirme avec la R90CK en 1990. Très rapide mais peu fiable, la R90CP sauve l'honneur en obtenant une cinquième place derrière les Jaguar et Porsche. Nissan stoppe son programme au Mans et en WSC à la fin de l'année pour se concentrer sur l'IMSA et le JSPC. 
En 1994, Nissan revient avec la Nissan 300ZX en catégorie IMSA via le Clayton Cunningham Racing. La Nissan 300ZX obtient une cinquième place et la victoire sa catégorie. 1995 et 1996 voient l'arrivée de la nouvelle Nissan Skyline GT-R LM en catégorie GT1. Après une deuxième place dans sa catégorie en 1995, Nissan ne connaît pas le même succès en 1996 et termine quinzième du classement général. 
Voyant que la catégorie GT1 est de plus en plus attractive, Nissan engage la R390 GT1 équipé d'un V8 double turbo uniquement pour disputer les 24 Heures du Mans 1997. La R390 GT1, ni fiable, ni rapide ne connaît pas un grand succès pour ses débuts. 
De retour en 1998 avec 4 Nissan R390 GT1, Nissan est toujours loin en matière de vitesse, mais la fiabilité est au rendez-vous, permettant à la firme japonaise d'obtenir les 3e, 5e, 6e et 10e place. En 1999, Nissan quitte la catégorie GT1 et se lance dans un prototype, la Nissan R391 équipé d'un V8. L’aventure tourne mal pour la barquette avec un forfait et un abandon au Mans. La R391 sauve l'honneur en remportant les 1 000 km de Fuji face à Toyota. 
En 2014, Nissan lance la ZEOD, un véhicule 100 % électrique qui est un échec mais, en 2015, Nissan annonce son retour en endurance ou Porsche, Audi, et Toyota sont également présents, avec un système hybride. La Nissan GT-R LM Nismo est présentée lors de la finale du Super Bowl, le 1er février 2015. La voiture se démarque des autres par son moteur situé à l'avant.
Après une prestation catastrophique lors des 24 Heures du Mans 2015, Nissan se retire. Le 22 décembre, Nissan Motorsport annonce la fin du programme LMP1.

#### Depuis 2018
En 2018, Nissan s’oriente vers un programme sportif axé sur le GT et la Formule E. La marque nippone précise que la GT-R Nismo GT3 continue de rouler avec des écuries clientes. 

En décembre 2021, le PDG de Nismo, Takao Katagiri, déclare : « « Nous entrons dans la série Super GT 2022 avec notre toute nouvelle voiture Nissan Z GT500 et notre immense passion pour le sport automobile. Nous espérons que nos fans continueront à soutenir passionnément les équipes de sport automobile Nissan et Nismo. ». La Nissan Z prendra la place de la GTR sortante dans la course de classe Super GT500. 

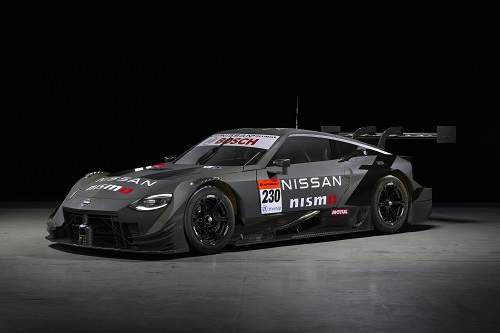

### JGTC et Super GT
Nissan (Nismo) a connu beaucoup de succès dans ce championnat en remportant 11 titres en GT500, depuis sa création en 1993.

## Produits Nismo
Nismo conçoit et fabrique aussi une gamme de pièces haute performance, d'après-vente pour Nissan. La plupart des produits vendus, en dehors des véhicules préparés usine, sont des pièces « performance » que la clientèle (garages ou particuliers passionnés) peuvent installer facilement. 
Les jantes Nismo sont produites par la compagnie Enkei et, sur certains modèles haute performance, par Rays-Engineering. Nismo ne propose pas de kit compresseur volumétrique ou turbo directement pour Nissan. 
Les produits Nismo d’après-vente sont classés en deux catégories :
- S-Tune (Sport) conçus pour un usage routier ;
- R-Tune (Racing) conçus pour un usage sur circuit.

## Sportives spécifiques commercialisées
L’équipe Nismo est composée d’ingénieurs et de pilotes d’essai. La plupart des moteurs Nismo sont préparés par les Maîtres Takumi et signés de leur main. Nismo a préparé et optimisé une sélection des sportives de Nissan : 
- 1989-1994 Nissan Skyline GT-R

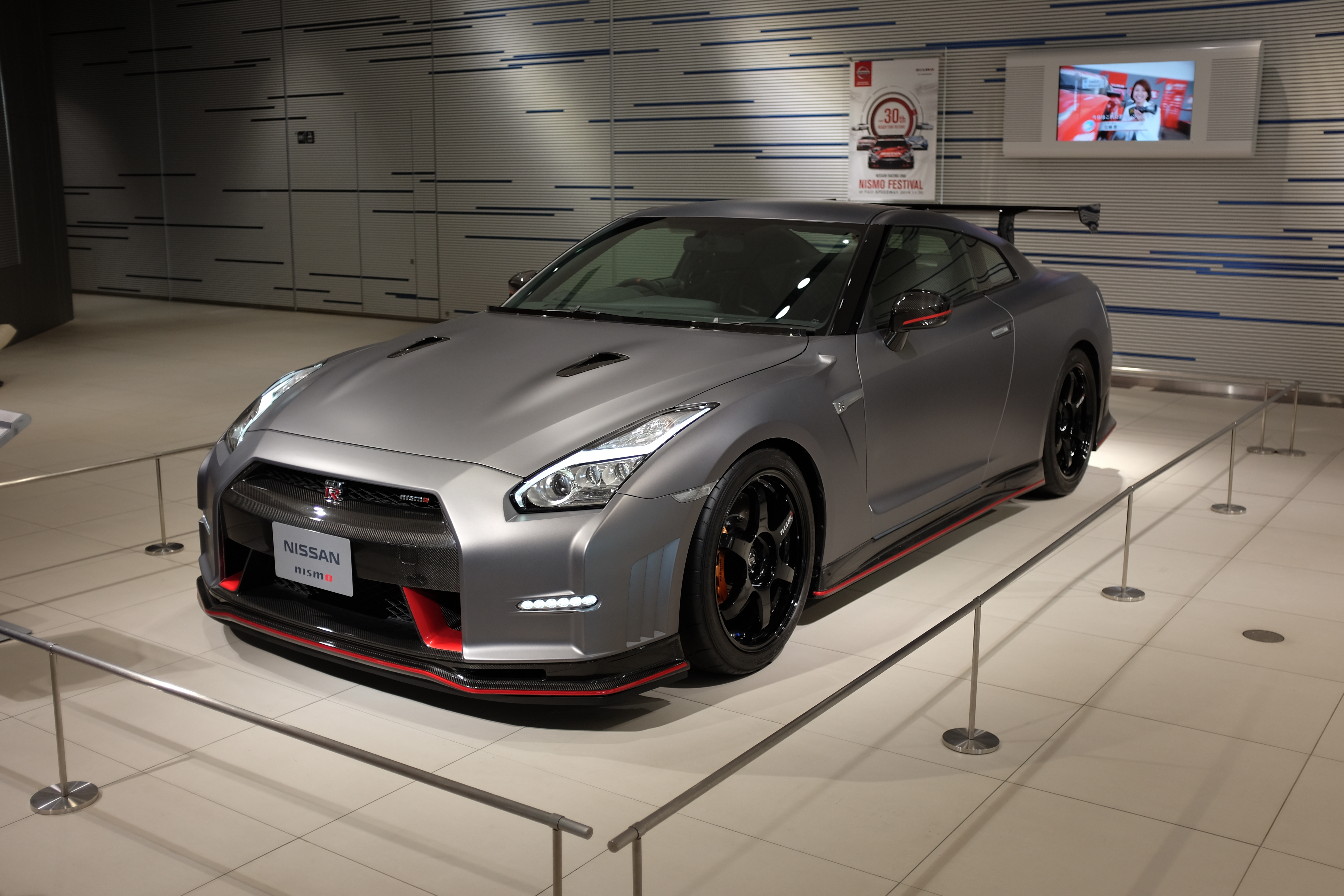

- 1994 Nismo 270R (50 exemplaires produits)
- 1996 Nismo 400R (44 exemplaires produits)
- 2004-2008 Nismo 350Z (100 exemplaires produits)
- 2010-2012 Nismo 370Z V1 US/JAP (250 exemplaires produits non homologué pour l'Europe)
- 2014 Nismo GT-R R35 (100 exemplaires produits)
- 2012-2014 Nismo Phase 1 370Z (limité à 500 exemplaires dans le monde)

- 2016-2021 Nismo Phase 2 370Z (production terminée - 97 exemplaires en France sur environ 500 en Europe)
- 2020 Nismo GT-R R35 (« GT3 streetlegal motor »  - production terminée -  commercialisation stoppée en Europe à partir de mars 2022)
- 2025 Nismo GT-R R35 Final Édition (production terminée et réservée aux marchés US et JDM)

## Modèles Nissan avec finitions spécifiques
- 2012 Nissan Juke R (25 exemplaires)
- 2016 Nissan Juke R 2.0 (23 exemplaires)